# Carisap Tennis Cup 2009
Il Carisap Tennis Cup 2009 è un torneo professionistico di tennis maschile giocato sulla terra rossa, che faceva parte dell'ATP Challenger Tour 2009. Si è giocato a San Benedetto del Tronto in Italia dal 6 al 12 luglio 2009.

## Partecipanti

### Teste di serie
| Nazionalità | Giocatore        | Ranking* | Testa di serie |
| ----------- | ---------------- | -------- | -------------- |
| Italia      | Fabio Fognini    | 66       | 1              |
| Spagna      | Óscar Hernández  | 75       | 2              |
| Argentina   | Diego Junqueira  | 85       | 3              |
| Spagna      | Alberto Martín   | 95       | 4              |
| Cile        | Nicolás Massú    | 100      | 5              |
| Serbia      | Ilija Bozoljac   | 114      | 6              |
| Brasile     | Thomaz Bellucci  | 131      | 7              |
| Italia      | Alessio di Mauro | 151      | 8              |

- Ranking al 29 giugno 2009.

### Altri partecipanti
Giocatori che hanno ricevuto una wild card:
- Fabio Fognini
- Giacomo Miccini
- Guillermo Olaso
- Stefano Travaglia

Giocatori passati dalle qualificazioni:
- Sergio Gutiérrez-Ferrol
- Martin Kližan
- Pedro Sousa
- Cristian Villagrán

## Campioni

### Singolare
Fabio Fognini ha battuto in finale  Cristian Villagrán con il punteggio di 6(5)–7, 7–6(2), 6–0

### Doppio
Stefano Ianni /  Cristian Villagrán hanno battuto in finale  Niels Desein /  Stéphane Robert con il punteggio di 7–6(3), 1–6, [10–6]